# Guilherme I da Aquitânia
Guilherme I da Aquitânia, também conhecido como Guilherme "O Piedoso" ou Guilherme de Auvérnia (22 de março de 875 – Brioude, 6 de julho de 918) foi duque da Aquitânia de 893 a 918 e conde da Auvérnia.

## Biografia
Foi marquês da Septimânia, e conde de Auvérnia após a morte de seu pai. Foi conde de Berry, de Limoges, de Lyon, e de Mâcon.
No ano de 893 deu de guarida e protecção Ébalo da Aquitânia e tomou-lhe o título e as propriedades, facto que contribuiu para que fosse um dos maiores senhores feudais da França medieval.
Durante o seu governo, os seus territórios, tanto a Aquitânia como a Auvérnia sofreram grandes ataques e destruições por parte dos viquingues, em 897, quando o rei de França. Odo I, pagou avultadas quantias aos viquingues para que deixassem o Vale do Sena, este atravessaram então o Vale do Loire e no ano seguinte, depois da morte de Odo I, foram além do Loire, sem que o novo rei de França, Carlos III de França, tivesse feito alguma coisa para os impedir ou para ajudar o Guilherme I.
Dado o facto de um número incerto, mas elevado, de viquingues se ter instalado ao largo do Vale do Loire os ataques destes aos territórios de Guilherme continuaram até que foi estabelecido o tratado de Saint-Clair-sur-Epte assinado no outono de 911 entre Carlos o Simples e Rollo, chefe dos viquingues.
Entre os anos de 909 e 910 Guilherme fundou a Abadia de Cluny, sob a ordem dos Monges Beneditinos, nomeando como Abade Berno de Baume. Concedeu por doação, à igreja de Roma todos os direitos sobre a abadia e estendeu este direito a todos os mosteiros que se uniram à Congregação cluniacense.
Guilherme veio a morrer sem deixar descendentes directos em 6 de Julho de 918 na localidade de Brioude, pelo que os seus títulos nobiliárquicos de duque de Aquitânia e de conde de Auvérnia ficaram para seu sobrinho Guilherme II da Aquitânia "o Jovem", filho da sua irmã Adelaide.

## Relações familiares
Foi filho de Bernardo Plantevelue (22 de março de 841 — 886), conde de Toulouse e de Hermengarda de Chalon, filha de Bernardo I de Auvérnia.
Casou-se m 898 com Angilberga, filha de Bosão da Provença (844 - 11 de janeiro de 887), rei da Provença e da Borgonha Cisgiurana e de Irmengarda de Itália (c. 852 - 22 de junho de 896), filha do Imperador Luís II da Germânia.
Guilherme morreu sem descendentes directos, a 6 de julho de 918 em Brioude, deixando os títulos de Duque da Aquitânia e Conde de Auvérnia ao seu sobrinho, Guilherme II da Aquitânia, filho, da sua irmã Adelinda e do marido desta, Acfredo I de Carcassonne, morto em 905.
Segundo alguns historiadores do seu casamento, no entanto terá tido um filho a quem foi dado o nome de Bosão. Este filha terá morrido antes de pai, tendo no entanto deixado uma filha:
1. Ermengarda da Aquitânia casada com Robaldo de Arles (900 - 936), conde de Arles, filho de Bosão de Arles e Avinhão.[4][5][6]